# Раффль, Михаэль
Михаэль Раффль (нем. Michael Raffl; 1 декабря 1988, Филлах, Австрия) — австрийский хоккеист, нападающий швейцарского клуба «Лозанна» и сборной Австрии.

## Карьера

### Клубная
Воспитанник клуба «Филлах» (EC VSV). В возрасте 17 лет дебютировал в чемпионате Австрии 2005/2006 годов, в течение года стал постоянным игроком основы. К 2011 году набрал в 260 играх 146 очков (75 голов и 71 голевая передача), став лучшим игроком в составе команды. В 2011 году перешёл в шведский «Лександ», команду второй лиги Швеции (HockeyAllsvenskan). В сезоне 2012-2013 Раффль стал лидером команды по забитым голам и набранным очкам, а «Лександ» выиграл регулярное первенство лиги и со второго места в переходном турнире (Kvalserien) прошёл в высший дивизион.
31 мая 2013 года подписал 3-летний контракт с клубом НХЛ «Филадельфия Флайерз».
В августе 2022 года вернулся в Европу, подписав контракт с швейцарским клубом Лозанна.

### В сборной
В сборной сыграл на чемпионате мира в высшем дивизионе впервые в 2009 году, дебютировав в поединке против США. Неоднократно привлекался в юношескую и молодёжную сборную, на чемпионате мира среди молодёжи в 2008 году стал лучшим нападающим турнира, набрав в 5 играх 13 очков.

## Титулы
- Чемпион Австрии: 2006
- Чемпион Австрии среди молодёжи: 2007, 2008
- Чемпион мира в Первом дивизионе: 2008
- Лучший нападающий чемпионата мира Первого дивизиона среди молодёжи (группа A): 2008

## Семья
Сын известного игрока Петера Раффля. Есть старший брат Томас.